# Stuart Hogg
Stuart William Hogg (Melrose, 24 de junio de 1992) es un jugador británico de rugby que se desempeña como fullback y actualmente juega para Montpellier Hérault Rugby del Top 14.

## Carrera
Cómodo en el stand-off, de centro y de zaguero, este anterior alumno de la Hawick High School es un producto de los famosos clubes Hawick, Hawick Wanderers y Hawick PSA, y ha representado a Escocia en las categorías inferiores: sub-17, sub-18, y sub-20 así como obteniendo plenos honores internacionales. Hogg hizo dos apariciones con los Warriors en la temporada 2010/11 y empezó la campaña 2011/12 RaboDirect PRO12 como el zaguero titular del club.
En la temporada 2019-2020 cambia de aires al fichar por Exeter Chiefs de la liga inglesa de rugby.
En 2020 se proclama campeón de la Champions Cup 2019-20 con Exeter Chiefs ante Racing 92 por el resultado final de 31-27, en un partido que se disputó a puerta cerrada en el estadio de Ashton Gate de Bristol, debido a la pandemia sanitaria del Covid-19.

## Retiro
Hogg anunció de manera sorprsiva e inmediata su retiro el 9 de julio del año 2023 a tan solo 3 meses para el comienzo de la Copa Mundial de Rugby Francia 2023, alegando no poder rendir al máximo nivel para la misma. Esta noticia llegó solo meses después de que en marzo del mismo año anunciara dejaría la actividad luego del mundial.

## Selección nacional
Debutó con la selección absoluta después de tener la llamada de Andy Robinson para incluirse en el equipo de 36 hombres para el Torneo de las Seis Naciones 2012 después de una serie de impresionantes actuaciones con Glasgow. En su debut frente a Gales, cuando un suplente Hogg llegó casi a anotar un try e impresionó como zaguero después de una lesión de Max Evans. Hogg fue posteriormente considerado en el equipo titular por vez primera en el partido contra Francia. Logró su primer try para Escocia en el minuto 8 contra Francia.
Ha participado en el Torneo de las Seis Naciones 2013, saliendo como titular los cinco partidos. Logró un try el 2 de febrero de 2013 contra Inglaterra en el partido que acabó ganando Inglaterra 38 - 18, en el minuto 70, siendo uno de los pocos "que se salvaron de la quema por parte escocesa". Evans lo sustituyó en el minuto 78.
En el segundo partido, contra Italia, una semana más tarde, el 9 de febrero, que terminó con victoria escocesa 34 - 10. Marcó el tercer try de Escocia en el minuto 48. Ese día Escocia marcó cuatro tries, logrados todos "por su inconmensurable línea de tres ciertos-el ala Tim Visser, los centros Matt Scott y Sean Lamont y el zaguero Stuart Hogg los firmaron-". Pero de los cuatro tries, sin duda el más espectacular es el de Stuart Hogg, que "interceptó el oval en su propia 22 cuando Italia se lanzaba en pos del try y, zafarse de varios rivales y recorrerse todo el campo, anotó el try más espectacular del partido y quizás del torneo hasta ahora y acabó de sentenciar el choque". Lo sustituyó Evans en el minuto 71. 
En la tercera jornada, contra Irlanda, falló un penalti con el tiempo cumplido en la primera parte, "le faltaron piernas para anotar desde 51 metros". En el quinto partido, contra Francia, tuvo la oportunidad de aumentar la ventaja escocesa en el primer tiempo, intentando un 'drop' "que pasó cerca de palos poco antes del descanso".
Es el cuarto jugador que más metros hizo en el torneo, con 336. Fue elegido en alguno de los equipos del torneo, con su brillante en defensa. Con un 8% de los votos, Stuart Hogg quedó tercero en la elección del Mejor Jugador del Torneo: el ganador, Leigh Halfpenny, obtuvo el 40% de los 80.000 votos emitidos en línea y el segundo fue Alessandro Zanni con el 11% de los votos.

### Participaciones en Copas del Mundo
Seleccionado por Escocia para Inglaterra 2015, contribuyó a la victoria escocesa 39-16 sobre Estados Unidos, con un golpe de castigo pasado entre palos.
| Mundial                       | Sede       | Resultado        | PJ | Tries |
| ----------------------------- | ---------- | ---------------- | -- | ----- |
| Copa Mundial de Rugby de 2015 | Inglaterra | Cuartos de final | 5  | 0     |
| Copa Mundial de Rugby de 2019 | Japón      | Primera fase     | 3  | 0     |

## Palmarés y distinciones notables
- Campeón del Pro14 de 2014–15.
- Seleccionado por los British and Irish Lions para la gira de 2017 en Nueva Zelanda[13]
- Seleccionado por los British and Irish Lions para la gira de 2021 en Sudáfrica [14]
- Capitán de la Selección de rugby de Escocia (2020-2023)[15]
- Campeón de la Champions Cup 2019-20[16]

## Cultura popular
Él es brevemente mencionado en un artículo de la página web relacionada con la serie Harry Potter Pottermore, en un escrito realizado por J. K. Rowling para el sitio web, sugiriendo que él y sus compañeros jugadores Jim Hamilton y Kelly Brown son en realidad squibs (seres humanos nacidos de padres magos sin poderes mágicos) encubiertos como muggles. En un tuit, J. K. Rowling insinuó más tarde que Hogg no es un squib, sino un mago como tal.